# Øster Velling Sogn
Øster Velling Sogn er et sogn i Randers Søndre Provsti (Århus Stift).
I 1800-tallet var Helstrup Sogn og Grensten Sogn annekser til Øster Velling Sogn. Alle 3 sogne hørte til Middelsom Herred i Viborg Amt. Øster Velling-Helstrup-Grensten sognekommune blev ved kommunalreformen i 1970 indlemmet i Langå Kommune. Den blev ved strukturreformen i 2007 delt, men disse 3 sogne blev indlemmet i Randers Kommune.
I Øster Velling Sogn ligger Øster Velling Kirke.
I sognet findes følgende autoriserede stednavne:
- Dagsvad (bebyggelse)
- Sønderskov Hede (bebyggelse)
- Velling Østermark (bebyggelse)
- Øster Velling (bebyggelse, ejerlav)